# Wiese
Wiese er en flod i den tyske delstat Baden-Württemberg og Basel i Schweiz og er en af Rhinens bifloder fra højre med en længde på 55 km. Den har sit udspring i Schwarzwald ved Feldberg. Wiese løber gennem Todtnau, Schönau im Schwarzwald, Schopfheim og Lörrach. Efter at have krydset grænsen til Schweiz løber Wiese gennem dele af kanton Basel og munder ud i Rhinen oven for den franske by Saint-Louis. Wiese falder gennemsnitlig 17 m pr kilometer, hvilket er det kraftigste fald på en flod i Tyskland.
47°34′58″N 7°35′13″Ø / 47.58278°N 7.58694°Ø